# Nagykálló
Nagykálló város Szabolcs-Szatmár-Bereg vármegyében, a Nagykállói járás és kistérség központja.

## Nevének eredete
A Nagykálló név néhány lehetséges magyarázata:
- sokáig Nagykállóban volt a környék legnagyobb kallómalma,
- a kál szó jelentése „nagy”,
- a kálló régen gyülekezőhelyet jelentett (ezt őrzi például az „elkallódik” szavunk).

## Fekvése
Nagykálló Szabolcs-Szatmár-Bereg vármegyei, nyírségi település. A város a megye délkeleti részén, Magyarország északkeleti részén található. A román határ 47 kilométerre, az ukrán határ pedig 70 kilométerre található a várostól. A megyeszékhelytől, Nyíregyházától mindössze 14 kilométerre fekszik.
A környező települések közül Balkány 14, Kállósemjén 8, Geszteréd 13, Napkor 9, Érpatak 12, Újfehértó 15, Császárszállás pedig 10 kilométer távolságban található.

### Megközelítése
A város életében jelentős szerepe van az M3-as autópályának, amely közvetve összeköttetést biztosít a város és a főváros között (a legközelebbi csomópontja néhány kilométerre északra van a központtól), míg a 4-es főút egyrészt Debrecen térsége, másrészt az ukrán határ mellett fekvő Záhony és Ukrajna felé biztosít könnyű megközelíthetőséget.
A környező kisebb települések közül Nyíradony-Balkány, illetve Napkor-Sényő térségével a 4102-es, Nyíregyházával és Nyírbátorral a 4911-es, Újfehértóval a 4912-es út, Ludastó nevű különálló, délnyugati városrészével pedig a 49 147-es számú mellékút köti össze.
Vasúton a Nyíregyháza–Mátészalka–Zajta-vasútvonalon közelíthető meg; Nagykálló vasútállomás a belterület nyugati széle közelében helyezkedik el, nem messze a 4912-es út vasúti keresztezése mellett; közúti elérését a 49 312-es számú mellékút teszi lehetővé.
Buszjárattal egyszerűen elérhető a megyeszékhely és a környékbeli települések is.

### Városrészei
- Birke-tanya
- Cuker-tanya
- Gödrök
- Harangod
- Kiskálló
- Ludastó
- Nagykerti-szőlő
- Páskom
- Rácztanya
- Szúrótag
- Vásártér
- László kert
- Kristóf kert
- Posta kert
- Állami csemetekert
- Fekete szék (szik)
- Közép szék (szik)
- Rókalyukas dűlő.
- János kert
- Sajtár szék (szik)
- Fehér szék (szik)
- Szirond
- Hoszon
- Pap lapos
- Biri szőlő
- Pap tag
- Rácz tanya
- Csegze dűlő
- Forrás dűlő
- Mogyorós dűlő
- Nyírjes dűlő

## Közélete

### Polgármesterei
- 1990–1994: Fodor János (független)[5]
- 1994–1998: Fodor János (MSZP-SZDSZ-Agrárszövetség-B. Kör-NELE)[6]
- 1998–2002: Fodor János (független)[7]
- 2002–2004: Terdik János (MSZP)[8]
- 2004–2006: Juhász Zoltán (Fidesz-MDF)[9][10]
- 2006–2010: Juhász Zoltán (MDF)[11]
- 2010–2014: Juhász Zoltán (független)[12]
- 2014–2019: Juhász Zoltán (Fidesz-KDNP)[13]
- 2019–2024: Horváth Tibor (független)[14]
- 2024– : Juhász Zoltán (független)[2]

A településen 2004. december 23-án időközi polgármester-választást (és képviselő-testületi választást) tartottak, az előző képviselő-testület önfeloszlatása miatt. A választáson az addigi polgármester, Terdik János is elindult, ezúttal függetlenként, de csak a második helyet tudta elérni; korábbi pártja, az MSZP pedig egy új jelöltet indított, aki kevesebb, mint 6,5 %-os eredménnyel finiselve megalázó vereséget volt kénytelen elkönyvelni.

### Önkormányzati választások

#### 2006
| 2006-os önkormányzati polgármester-választás | 2006-os önkormányzati polgármester-választás | 2006-os önkormányzati polgármester-választás | 2006-os önkormányzati polgármester-választás | 2006-os önkormányzati polgármester-választás |
| -------------------------------------------- | -------------------------------------------- | -------------------------------------------- | -------------------------------------------- | -------------------------------------------- |
| Polgármesterjelölt (jelölő szervezet)        |                                              |                                              |                                              | Szavazatok száma                             |
| Juhász Zoltán (MDF) - egyedüli jelölt        | Juhász Zoltán (MDF) - egyedüli jelölt        |                                              | 4 010                                        | 4 010                                        |
|                                              |                                              |                                              |                                              |                                              |

| 2006-os nagykállói önkormányzati képviselő-választás | 2006-os nagykállói önkormányzati képviselő-választás | 2006-os nagykállói önkormányzati képviselő-választás | 2006-os nagykállói önkormányzati képviselő-választás | 2006-os nagykállói önkormányzati képviselő-választás |
| ---------------------------------------------------- | ---------------------------------------------------- | ---------------------------------------------------- | ---------------------------------------------------- | ---------------------------------------------------- |
| Párt/Jelölő szervezet                                |                                                      |                                                      |                                                      | Mandátumok                                           |
| Fidesz                                               | Fidesz                                               |                                                      | 4 (2)                                                | 4 (2)                                                |
| Vállalkozók Érdekvédelmi Klubja                      | Vállalkozók Érdekvédelmi Klubja                      |                                                      | 4 (1)                                                | 4 (1)                                                |
| MDF                                                  | MDF                                                  |                                                      | 3 (2)                                                | 3 (2)                                                |
| MSZP                                                 | MSZP                                                 |                                                      | 3 (2)                                                | 3 (2)                                                |
| Független                                            | Független                                            |                                                      | 2 (0)                                                | 2 (0)                                                |
| SZDSZ                                                | SZDSZ                                                |                                                      | 1 (0)                                                | 1 (0)                                                |
| (): mandátumok kompenzációs listáról                 |                                                      |                                                      |                                                      |                                                      |

#### 2010
| 2010-es önkormányzati polgármester-választás | 2010-es önkormányzati polgármester-választás | 2010-es önkormányzati polgármester-választás | 2010-es önkormányzati polgármester-választás | 2010-es önkormányzati polgármester-választás |
| -------------------------------------------- | -------------------------------------------- | -------------------------------------------- | -------------------------------------------- | -------------------------------------------- |
| Polgármesterjelölt (jelölő szervezet)        |                                              |                                              |                                              | Szavazatok száma                             |
| Juhász Zoltán (független)                    | Juhász Zoltán (független)                    |                                              | 3 291                                        | 3 291                                        |
| Kulja András (Fidesz-KDNP)                   | Kulja András (Fidesz-KDNP)                   |                                              | 1 274                                        | 1 274                                        |
| Terdik János (független)                     | Terdik János (független)                     |                                              | 359                                          | 359                                          |
|                                              |                                              |                                              |                                              |                                              |

| 2010-es nagykállói önkormányzati képviselő-választás | 2010-es nagykállói önkormányzati képviselő-választás | 2010-es nagykállói önkormányzati képviselő-választás | 2010-es nagykállói önkormányzati képviselő-választás | 2010-es nagykállói önkormányzati képviselő-választás |
| ---------------------------------------------------- | ---------------------------------------------------- | ---------------------------------------------------- | ---------------------------------------------------- | ---------------------------------------------------- |
| Párt/Jelölő szervezet                                |                                                      |                                                      |                                                      | Mandátumok                                           |
| Független                                            | Független                                            |                                                      | 5                                                    | 5                                                    |
| Fidesz-KDNP                                          | Fidesz-KDNP                                          |                                                      | 3*                                                   | 3*                                                   |
| MSZP                                                 | MSZP                                                 |                                                      | 1*                                                   | 1*                                                   |
| Jobbik                                               | Jobbik                                               |                                                      | 1*                                                   | 1*                                                   |
| Összefogás a Fejlődő Nagykállóért Egyesület          | Összefogás a Fejlődő Nagykállóért Egyesület          |                                                      | 1                                                    | 1                                                    |
| *: 1 mandátum kompenzációs listáról                  |                                                      |                                                      |                                                      |                                                      |

A 2010. október 3. napján megtartott települési nemzetiségi önkormányzati választás során Nagykálló Város Cigány Nemzetiségi Önkormányzatába 4 képviselőt választottak, mindannyian a Lungo Drom szervezet jelölésében indultak.

#### 2014
| 2014-es önkormányzati polgármester-választás | 2014-es önkormányzati polgármester-választás | 2014-es önkormányzati polgármester-választás | 2014-es önkormányzati polgármester-választás | 2014-es önkormányzati polgármester-választás |
| -------------------------------------------- | -------------------------------------------- | -------------------------------------------- | -------------------------------------------- | -------------------------------------------- |
| Polgármesterjelölt (jelölő szervezet)        |                                              |                                              |                                              | Szavazatok száma                             |
| Juhász Zoltán (Fidesz-KDNP)                  | Juhász Zoltán (Fidesz-KDNP)                  |                                              | 2 399                                        | 2 399                                        |
| Trefán Jánosné (MSZP-DK-Együtt)              | Trefán Jánosné (MSZP-DK-Együtt)              |                                              | 582                                          | 582                                          |
| Mészáros Csaba (Jobbik)                      | Mészáros Csaba (Jobbik)                      |                                              | 461                                          | 461                                          |
| Horváth Sándor (független)                   | Horváth Sándor (független)                   |                                              | 221                                          | 221                                          |
|                                              |                                              |                                              |                                              |                                              |

| 2014-es nagykállói önkormányzati képviselő-választás | 2014-es nagykállói önkormányzati képviselő-választás | 2014-es nagykállói önkormányzati képviselő-választás | 2014-es nagykállói önkormányzati képviselő-választás | 2014-es nagykállói önkormányzati képviselő-választás |
| ---------------------------------------------------- | ---------------------------------------------------- | ---------------------------------------------------- | ---------------------------------------------------- | ---------------------------------------------------- |
| Párt/Jelölő szervezet                                |                                                      |                                                      |                                                      | Mandátumok                                           |
| Fidesz-KDNP                                          | Fidesz-KDNP                                          |                                                      | 6                                                    | 6                                                    |
| Független                                            | Független                                            |                                                      | 2                                                    | 2                                                    |
|                                                      |                                                      |                                                      |                                                      |                                                      |

2019
| 2019-es önkormányzati polgármester-választás | 2019-es önkormányzati polgármester-választás      | 2019-es önkormányzati polgármester-választás | 2019-es önkormányzati polgármester-választás | 2019-es önkormányzati polgármester-választás |
| --- | ------------------------------------------------- | -------------------------------------------- | -------------------------------------------- | -------------------------------------------- |
| Polgármesterjelölt (jelölő szervezet) |                                                   |                                              |                                              | Szavazatok száma                             |
| Horváth Tibor (független) | Horváth Tibor (független)                         |                                              | 1 842                                        | 1 842                                        |
| Juhász Zoltán (Fidesz-KDNP) | Juhász Zoltán (Fidesz-KDNP)                       |                                              | 1 654                                        | 1 654                                        |
| Trefán Jánosné (független, az MSZP támogatásával) | Trefán Jánosné (független, az MSZP támogatásával) |                                              | 295                                          | 295                                          |
| Kovács György (DK-P-MMM-Momentum)-LMP | Kovács György (DK-P-MMM-Momentum)-LMP             |                                              | 275                                          | 275                                          |
| Forrás: ([https://www.valasztas.hu/telepules-adatlap_onk2019?_onkeredmenyadatok_WAR_nvinvrportlet_formDate=32503680000000&p_p_id=onkeredmenyadatok_WAR_nvinvrportlet&p_p_lifecycle=1&p_p_state=normal&p_p_mode=view&p_p_col_id=column-2&p_p_col_pos=2&p_p_col_count=5&_onkeredmenyadatok_WAR_nvinvrportlet_tabId=tab2&p_r_p_1632770263_prpTelepulesKod=106&p_r_p_1632770263_prpVlId=294&p_r_p_1632770263_prpVltId=687&p_r_p_1632770263_prpMegyeKod=16&_onkeredmenyadatok_WAR_nvinvrportlet_prpVlId=294&_onkeredmenyadatok_WAR_nvinvrportlet_prpVltId=687&_onkeredmenyadatok_WAR_nvinvrportlet_prpMegyeKod=16&_onkeredmenyadatok_WAR_nvinvrportlet_prpTelepulesKod=106&_onkeredmenyadatok_WAR_nvinvrportlet_jelolesTipus=1 |                                                   |                                              |                                              |                                              |

| 2019-es nagykállói önkormányzati képviselő-választás | 2019-es nagykállói önkormányzati képviselő-választás | 2019-es nagykállói önkormányzati képviselő-választás | 2019-es nagykállói önkormányzati képviselő-választás | 2019-es nagykállói önkormányzati képviselő-választás |
| --- | ---------------------------------------------------- | ---------------------------------------------------- | ---------------------------------------------------- | ---------------------------------------------------- |
| Párt/Jelölő szervezet |                                                      |                                                      |                                                      | Mandátumok                                           |
| Fidesz-KDNP | Fidesz-KDNP                                          |                                                      | 4                                                    | 4                                                    |
| Független Összefogás Nagykállóért | Független Összefogás Nagykállóért                    |                                                      | 3                                                    | 3                                                    |
| Független | Független                                            |                                                      | 1                                                    | 1                                                    |
| Forrás: ([https://www.valasztas.hu/telepules-adatlap_onk2019?_onkeredmenyadatok_WAR_nvinvrportlet_formDate=32503680000000&p_p_id=onkeredmenyadatok_WAR_nvinvrportlet&p_p_lifecycle=1&p_p_state=normal&p_p_mode=view&p_p_col_id=column-2&p_p_col_pos=2&p_p_col_count=5&_onkeredmenyadatok_WAR_nvinvrportlet_tabId=tab2&p_r_p_1632770263_prpTelepulesKod=106&p_r_p_1632770263_prpVlId=294&p_r_p_1632770263_prpVltId=687&p_r_p_1632770263_prpMegyeKod=16&_onkeredmenyadatok_WAR_nvinvrportlet_prpVlId=294&_onkeredmenyadatok_WAR_nvinvrportlet_prpVltId=687&_onkeredmenyadatok_WAR_nvinvrportlet_prpMegyeKod=16&_onkeredmenyadatok_WAR_nvinvrportlet_prpTelepulesKod=106&_onkeredmenyadatok_WAR_nvinvrportlet_jelolesTipus=1 |                                                      |                                                      |                                                      |                                                      |

## Infrastruktúra
A település infrastruktúrája folyamatosan fejlődik.

A településen található 3478 lakásnak 99%-a be van kapcsolva a közüzemi vízhálózatba. Ez az érték magasabb az országos átlagnál. A közüzemi szennyvíz-csatorna hálózatra való 46%-os a rákötöttség arány, ami meghaladja a régiós átlagot. A háztartások 56%-a van rákötve a vezetékes gázhálózatra.

Nagykállóban az ezer lakosra jutó távbeszélő fővonalak száma 224 darab, amely alig marad el a megyei átlagtól.

A kiépített úthálózat hossza 27 km, a kiépítetlen úthálózaté 14 km, a kerékpárúté 2,4 km, míg a járdák hossza 6 km.

## Története
A mai város nyugati határában lévő domb (Korhány) ősemberi temetkezési hely volt. A római időkben szarmaták, később szlávok, a honfoglaláskor, 895-896-ban, Szabolcs és Tas vezér foglalta el a Tiszától a Krasznáig, a kavarok (a magyarok katonai segítői), majd Kond magyarjai laktak itt.
Az államalapítás utáni századokban a vármegye sokat szenvedett az ellenséges betörésektől; besenyők, kunok, tatárok pusztították. Nem tudjuk pontosan, mikor létesült az első település a mai város helyén. Első ismert írásos említése 1274-ből,  Lökös fia Miklós nevében szerepel (Nicolaus filius Leukes de Kallo, Árpádkori új okmánytár, XII, 124). E szerint a 13. század második felében annak a Balogsemjén nemzetségnek volt egyik központja, amelyikből a későbbi nagykállói Kállay család, a középkori mezőváros és  környékének földbirtokosa is származott. Kérdés, hogy a nemzetségnek már közvetlenül a honfoglalás után  szálláshelye volt-e, vagy csak a tatárjárás után települt be a mostani város területe? Előbbire utal az a körtemplom ábrázolás, ami a későbbi földvár 1665-ös felmérési tervén mint még meglévő, habár már nem szakrális célú épület (Zeughaus = szertár) látható. Ilyen rotundák ugyanis jellemzően a 11-12. században épültek, többnyire nemzetségközpontokban. Megnyugtató választ csak a vár területének a közeljövőre tervezett régészeti feltárása adhat, amennyiben sikerül megtalálni az árpádkori épület alapfalait.
Későbbi okiratok a település másik, akkor szintén használt nevét is említik: "Nagy Kálló, más néven Boznudada Szabolcs megyében" (maior Kallo et alio nomine Boznudada in Comitatus Zobouch, 1325, Anjou kori okmánytár II, 174), illetve Bozna (Bozna, 1406, Zsigmondkori oklevéltár, II/1, 4873. reg.) Egyes helytörténészek ebből úgy vélték, hogy egy esetleges korábbi, talán szláv falu lehetett a mai Nagykálló helyén, aminek a neve Búzna-Dada (Búzen-Dada) lehetett, ami a tatárjárás során elpusztult, és csak ezután vette a területet birtokba a magyar honfoglaló Balogsemjén nemzetség. Ennek ellentmond az, hogy a ma ismert okiratokban már a 13. században többször is szerepel a Kálló elnevezés, a Boznudada csak később, a 14. század elején (1325), a Bozna csak egy ízben, a 15. század elején (1406) kerül elő másodlagos névként. (Búzna-vagy Búzen-Dada éppenséggel sehol sem olvasható.) A bizonytalan eredetű másodlagos név így akár egy, a tatárjárás pusztítását követően betelepült népcsoporttól származó, esetleg a település egy részére vonatkozó elnevezés is lehetett, ami a 14. század második felétől feledésbe merült. A 13 - 14. századi okiratokban általánosan a Kálló vagy Nagy Kálló ill. Vásároskálló (Kallo, Kollo, Bollo, Gallow Maiori, Vasaroskallou) fordul elő.
Egyes feltételezések szerint a tatárjárás előtti Kállónak két fából épült temploma volt, házait a földbe ásták, náddal fedték. E a teóriát némileg módosíthatja az a nagy valószínűséggel már a tatárjárás előtt itt álló, már említett kő vagy tégla anyagú árpádkori rotunda, aminek a pontos építési idejét csak a régészeti feltárás határozhatná meg. Ha igazolódna, hogy az alaprajzi stílusjegyek alapján vélhetően 11-12. századi építmény valóban a tatárjárás előtt készült, az azt bizonyítaná, hogy a mai Nagykálló közvetlenül a honfoglalás utáni településsel gyakorlatilag azonos helyen fekszik.
Ennek egyelőre részben ellentmond az alábbi monda, ami feltételezi, hogy Kálló mint olyan nem létezett, hanem a mai hely közelében állt egy Búzna-Dada nevű falu, aminek lakossága a kunok, tatárok betörésekor elrejtőzött a mocsárban, majd a felégetett település helyett más helyen építették fel a mostanit, amit ettől kezdve neveztek Kállónak. Ebből az időből származik Harangod nevének legendája, ami egyben Nagykálló legrégebbije is (bár régészeti leletekkel vagy írásos dokumentumokkal nem igazolt):

Amikor a hírnökök jelentették, hogy gyilkolva, fosztogatva, mindent felégetve közelednek a tatárok, a lakosság élelmét, állatait, munkaeszközeit mentve a mocsárba menekült. Amint a templomhoz érkeztek, megállította őket az öreg pap.
Mentsétek a harangot is fiaim, mert ha a tatárok felgyújtják a falut, a tűzben lezuhan a haranglábról, és tönkre megy, megolvad. – mondta.
Szekérre engedték hát a harangot, majd ahol lehetett, tutajra emelték, és eveztek észak felé. Már közel jártak egy biztonságosnak látszó, dombok védelmében lévő helyhez, amikor miért, miért nem, megbillent a tutaj, és a harang a vízbe csúszva elmerült a mocsárban. Telt-múlt az idő.
A tatárok által teljesen elpusztított Búzna Dada egykori lakói új, mocsarakkal körül vett, védett helyen felépítették az új települést, Kállót. Lett új fatemplom is, kupolás, magas toronnyal. Csak a harang hiányzott sokáig. Ám néha, ködös őszi estéken észak felől harangszót hozott a szél. Az emberek hite szerint abból az irányból, ahol a harang elveszett. S ilyenkor babonás félelemmel mondogatták az öreg papnak: -Hallod Atya? Ott, arra szól a harangod!
És azt a helyet, amely mellett a harang elmerült, így nevezik azóta: Harangod.
A vidék középső részét, nyilván terméketlenebb, homokos földje miatt talán csak a 11-12. században népesítették be.

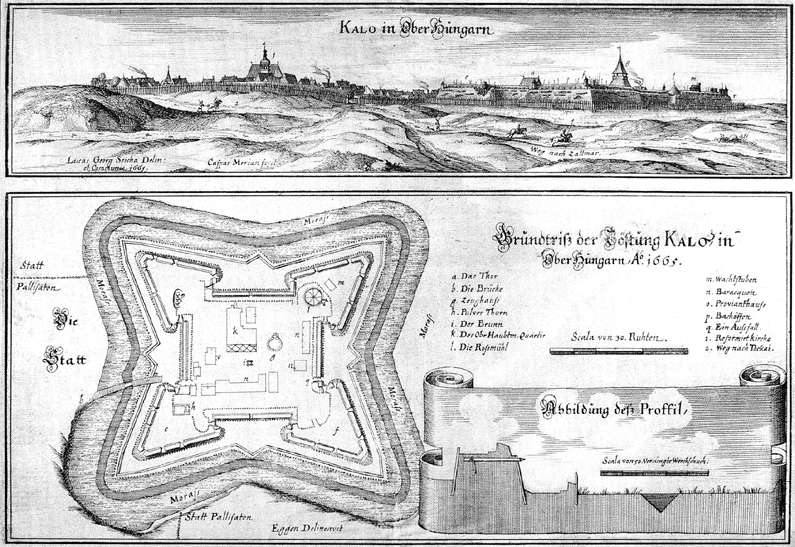
A lerombolt kállói vár

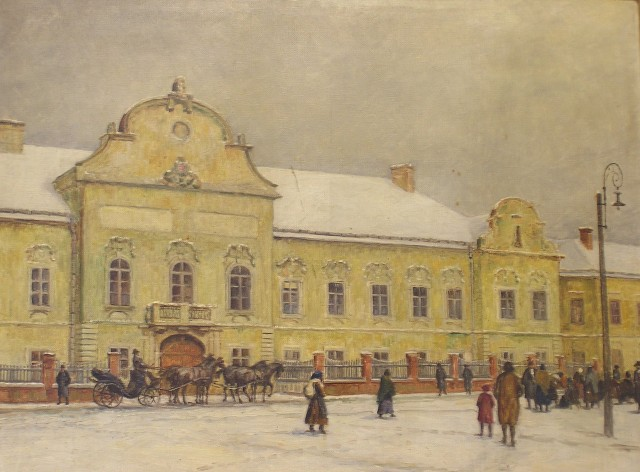
A nagykállói Vármegyeháza (most Elmegyógyintézet)

Nagykálló a 14. században már mezőváros és a Kállay család birtoka volt. Közvetlen szomszédságában egészen a XX. századig külön településként létezett a Kiskálló nevű  falu, mára a kettő összeolvadt. 1315-ben Károly Róberttől jogot kapott hetivásár tartására. 1323-ban a fennmaradt oklevelek szerint e helyen már vármegyei gyűlést is tartottak, s Kálló főként kedvező földrajzi helyzete következtében – mivel a nagyforgalmú Tokaj–Szatmárnémeti, Debrecen–Ungvár–Munkács–Beregszász közötti útvonalba esett – lassanként a környék gazdasági és kereskedelmi központjává vált. 1457-ben a település urai, a Kállayak királyi engedélyt kaptak várkastély, azaz erődített udvarház építésére. Miután a törökök 1556-ban felégették a mezővárost az ideiglenesen birtokba vett területre egy erőd építését határozták el, aminek céljából nagy mennyiségű építőanyagot, elsősorban faanyagot halmoztak fel. Tervüket azonban Rueber János és Tieffenbach Kristóf kassai ill. szatmári várkapitányok keresztülhúzták, amikor 1570-ben a török által ideiglenes elhagyott területen az ott lévő anyagok felhasználásával rohamtempóval az akkori haditechnika szerint korszerű földvárat építtettek fel, ami az újjáépülő város és több napi járóföldnyi terület védelmére szolgált. Az elkészült erődöt a király1574-ben végvárnak nyilvánította, német, magyar és rác nemzetiségű, mintegy 250-300 fős katonaságot helyezve el benne. A felháborodott török felső hadvezetés hiába követelte az erősség lerombolását a katonai egyensúly egyoldalú megbontására hivatkozva, a királyi haditanács erre nem volt hajlandó. A vár közel másfél százados fennállása során sikerrel védte meg Szabolcs vármegye településeit, lakosságát a török betörésektől. Első kapitánya Prépostváry Bálint lett. A török Magyarországról való kiűzése (1699) után elveszítette hadászati jelentőségét, ezért csak kis létszámú, mintegy 50 fős helyőrség állomásozott benne. Rákóczi Ferenc 1703-ban elfoglalta és kiüríttette, végül erődítés lerombolását rendelte el. Ez részben meg is történt, de a földsáncok és bástyák még jó egy évszázadig őrizték az egykori végvár formáját. A 19. században lassan rátelepültek a város utcái és kertjei, de a figyelmes nézelődő szeme előtt még ma is kirajzolódnak a terep egyenetlenségeiből adódóan az egykori védművek maradványai. A területen álló egyik üres telken nemrég emlékhely lett kialakítva.
1603-ban Bocskai István itt telepítette le a hajdúit, ezzel hajdúvárosi rangra emelte, Nagykállót (amit akkoriban a sok áttelepülés miatt Újkállónak is hívtak). Lakóit a hajdúvárosok jogaival ruházta fel, ami együtt járt azzal, hogy lakosai mentesültek az állami és földesúri terhek alól, katonáskodásuk fejében. Bocskai halála után Báthory Gábor a hajdúk nagy részét egy megállapodás keretében Hajdúböszörménybe telepítette át, de néhány család itt maradt. A lakosság rövid visszaesés után rohamosan gyarapodni kezdett, és a város mint vármegyeszékhely egyre inkább kereskedelmi és kézműipari központtá vált. A Kállay család két évszázadon át próbálta visszaszerezni Nagykálló mezővárosát, de a királyi udvar az ország fegyveres védelmének felsőbb szempontja miatt elutasította az ősbirtokosok földesúri követeléseit. Nagykálló és lakosai megőrizték szabadságukat, de Kiskálló az évszázadok során a jobbágyfelszabadításig Kállay birtok maradt - nem véletlen, hogy itt állt a család mára megsemmisült kúriája, aminek kertjében a nevezetes Ínségdomb emelkedett. A 19. század elején a két település határán, de ugyancsak a kiskállói oldalon alakíttatta ki különleges fákkal, növényekkel pazarul teleültetett díszparkját, az un. Elizeumot Kállay Miklós, Szabolcs vármegye akkori alispánja. Ez a messze földön híres kert, amiben csónakázó tó, kerti pavilonok, egy kisebb kisebb kúria és még egy, az Ínségdombhoz hasonló kilátódomb ("belvedere") is volt, ahol az egzotikus dísznövények között különleges állatok kergetőztek nyitva állt a szélesebb polgári közönség előtt, sőt a felvilágosult alapító még kölcsönkönyvtárat is létesített benne. Sajnos halála után utódai már nem tudtak kellő figyelmet és anyagiakat fordítani a fenntartására, ezért lassan pusztulásnak indult és század végére szinte nyomtalanul eltűnt. Helyén ma a kanálispart kiskállói oldalán családi házak állnak. Csak egy kis része, a parknak a kanálison a nagykállói oldalra átnyúló pici darabja maradt meg, ezen épült fel ugyanis a fürdő és később a strand, ami a mai napig is üzemel.
A 17. században Nagykállóban megalakultak és virágzásnak indultak a céhek; a csiszár, kovács, lakatgyártó,
szabó, csizmadia, szűcs, varga, melyeknek kiváltságlevelei az 1616-1654 közötti időkből valók. 1666-ra jelentős salétromfőzőhely volt. 1644-ben I. Rákóczi György elfoglalta, és itt bocsátotta ki Függetlenségi Kiáltványát. II. Rákóczi Ferenc 1703. július 29-én, a Rákóczi-szabadságharc első ostromaként megtámadta, és másnapra bevette a várat. 1704-ben elrendelte a vár lerombolását (amit végül csak 1709-ben hajtottak végre).
1747-ben Szabolcs vármegye székhelye lett.
Amikor 1867-ben Nyíregyháza megyeszékhely lett, Nagykálló háttérbe szorult, ugyanekkor városi rangját is elvesztette. 1983-ban a járásrendszer megszűnésekor elvesztette a járási székhely rangját is.
1989-ben ismét városi rangot kapott. 2013-ban a járásrendszer újraindításakor korábbi rangját visszaszerezve, a Nagykállói járás központja lett.

## Népesség
A település népességének változása:
| Lakosok száma | 9469 | 9402 | 9214 | 9098 | 9259 | 9134 | 9033 |
|               | 2013 | 2014 | 2018 | 2021 | 2022 | 2023 | 2024 |

2001-ben a város lakosságának 97%-a magyar, 3%-a cigány nemzetiségűnek vallotta magát.
A 2011-es népszámlálás során a lakosok 88,3%-a magyarnak, 3,9% cigánynak, 0,5% németnek, 0,2% románnak, 0,6% ukránnak mondta magát (11,5% nem nyilatkozott; a kettős identitások miatt a végösszeg nagyobb lehet 100%-nál). A vallási megoszlás a következő volt: római katolikus 23,2%, református 19,5%, görögkatolikus 13,3%, evangélikus 1,2%, felekezeten kívüli 8,8% (32,9% nem válaszolt).
2022-ben a lakosság 85,5%-a vallotta magát magyarnak, 1,8% cigánynak, 0,7% ukránnak, 0,3% németnek, 0,2% ruszinnak, 0,1-0,1% görögnek, bolgárnak és románnak, 1,9% egyéb, nem hazai nemzetiségűnek (14,4% nem nyilatkozott; a kettős identitások miatt a végösszeg nagyobb lehet 100%-nál). Vallásuk szerint 19,8% volt római katolikus, 18,4% református, 13,4% görög katolikus, 1,1% evangélikus, 0,7% egyéb keresztény, 0,3% ortodox, 5,3% felekezeten kívüli (40,6% nem válaszolt).

## A város főbb turisztikai nevezetességei
- Harangod: Harangod területe egy dombos, ligetes táj, amelyet egy 75 hektáros mesterséges tó tesz még vonzóbbá. A tó lehetőséget ad horgászatra, csónakázásra, vagyis kitűnő lehetőséget nyújt a szabadidő tartalmas eltöltésére. Harangodon hozták létre a Téka-tábort, melynek területén Ekler Dezső tervei alapján hét faépületet építettek. Legismertebb ilyen faépület a Tánc csűr, amely körülbelül 250 m² alapterületű és akár 300 ember egyidejű befogadására is alkalmas. Helyi szervezetek révén itt alakult meg a Kaláris Népművészeti tábor, ahol fiatalok és idősek egyaránt megismerhetik a régi népi kismesterségeket. A harangodi komplexum a város központjának közelében található, így akár egy kellemes séta alkalmával vagy a kiépített kerékpárúton is könnyen megközelíthető.
- Ínségdomb: Ez a 12 méter magas homokdomb, amelynek tetején kilátó áll, csodás kilátást biztosít a városra és nyugodt körülmények között élvezheti az ide látogató a csodás természet látványát. Az Ínségdomb tetején áll egy kis kilátó is. Itt (a legendával ellentétben) a 18. században vályogból épült kúria állt, a fák a park maradványai, a kilátó dombja pedig az egykori barokk kert része volt. A legenda szerint az Ínségdombot a kiskállói jobbágyok hordták össze az 1780-as aszályos években Kállay Ferenc által nyújtott kölcsöngabona fejében. A védelem alatt álló emlékmű a lakosok egyik kedvelt szabadidőhelye. A domb lábánál lévő sportpálya és vendéglátóhely tökéletes kikapcsolódást biztosít a család minden tagjának.
- Városi Strandfürdő: A strandfürdő a város központjának közelében található. 42 fokos gyógyvizével, kellemes, parkosított környezetben, röplabda-, lábtenisz-. tollaslabda-, és focipályával várja kedves látogatóit. Az itt feltörő gyógyvízre nátrium- kloridos, jódos, brómos ásványi anyag tartalom jellemző, amelynek köszönhetően kiválóan alkalmas reumatikus megbetegedések kezelésére is.
- Kállai kettős: Nagykálló kulturális nevezetessége a kállai kettős, amelynek műfaja táncballada. A táncnak mesélje, legendája van, egy civakodó, majd kibékülő és boldogan együtt mulató szerelmespárról szól. A helyi néptánccsoportok egyik kedvelt tánca ez.
- Nagykálló főtere: A város főterének, azaz a Szabadságkertnek, a felújítása 2003-ban történt meg. A zöld terület immár megszépült környezettel várja az ide látogatókat. Itt található a millenniumi emlékmű, a Szabadság-szobor és az Ismeretlen szovjet katona szobra. A felújítás során itt került elhelyezésre II. Rákóczi Ferenc szobra, a szobor környéke pedig térburkolatot kapott. A magas fák tövében található padok kellemes nyári beszélgetésekre adnak lehetőséget.
- Régi zsidó temető: Itt található Taub Eizik Izsák sírhelye, akit már életében csodarabbinak neveztek. Mind a mai napig a zsidó vallás egyik kedvelt zarándokhelye a temető.
- A volt vármegyeháza: Ez a hatalmas épület barokk- klasszicista stílusban épült Salvator Giuseppe Aprilis tervei alapján. 1779 és 1876 között vármegyeháza épületeként szolgált, majd 1895-től tébolyda, majd elmegyógyintézet. Ma Megyei Pszichiátriai Szakkórházként üzemel.
- A városban található templomok: Római katolikus, görögkatolikus, református. Mindegyik vallási helyszín gazdag történelmi múlttal rendelkezik. Az ide látogatók képzett vezetők segítségével ismerhetik meg az épületek múltját, érdekességeit.
- Helyi múzeumok: A református templomtól nem messze az un. Szilágyi Ház-ban rendezték be a helytörténeti múzeumot, többek között a Kállai kettős, a kállói vár és cipész foglalkozás emlékeivel. A "Tanoda" épületében iskolatörténeti kiállítás található a középkorban alapított gimnáziumtól kezdve napjainkig. A két épület szomszédságában található Korányi Frigyes szülőháza ill. az Ámos Imre képtár.
- Kállói vár: A nagykállói végvárat a 16. század második felében, 1570 - 1574 között emelték. A négyszög alakú, ún. újolaszbástyás erőd az 1665-ös, Georg Ssicha hadmérnök irodája által készített léptékhelyes felmérési terv szerint a bástyák sarkait figyelembe véve cca. 100 x 90 méter, a külső védművekkel, várárokkal 140 x  130 méter kiterjedésű volt. A bástyák és az összekötő falak (curtinák) anyaga vesszővel összefont facölöpök közé döngölt föld volt. A vár udvarán részben korábban már itt lévő, átépített  épületek (árpádkori körtemplom, Kállay-udvarház), részben újonnan (1570 után) felhúzott barakkok, kapuépítmény és lőportorony álltak, ezek anyaga vegyes: tégla ill. vályog volt. A 18. század végéig elbontott-elhordott és elboronált erősségre ma csak a Béke utca 18. szám alatti üres telken nemrég felállított feliratos kő emlékeztet, de a terület régészeti vizsgálata és feltárása 2020 novemberében elkezdődött és várhatóan folytatódik. A nagykállói vár összes középkori és kora-újkori váraink közül egyrészt az egyik legjobban, legrészletesebben dokumentált, másrészt viszont a leginkább megsemmisült, eltűnt építmény. Utóbbi reményeink szerint még változhat.

## Nagykállóban született híres emberek
- Ámos Imre (Ungár Imre) 1907. december 7. – Ohrdruf, (Németország), 1944) festőművész, Anna Margit festőművész férje.
- Bereczky László (1931. szeptember 12. – 2001. július 14.): író, újságíró, könyvtáros, Szinnyei József-díjas (1995)
- Vidor Zsigmond, Lustig (1835. október 7. – 1908. március 1.) orvos, szemorvos és kórházi főorvos. Vidor Emil apja, Szilárd Leó nagyapja.
- Korányi Frigyes (1828. december 10. – Budapest, 1913. május 19.), belgyógyász, egyetemi tanár, az MTA levelező tagja
- Lőrinczy György (1860. december 26. – Budapest, 1941. január 28.) író
- Micziné Hamza Ibolya (1948. szeptember 14. –) festőművész
- Simonyi József (1770. április 8. – Arad, 1832. augusztus 23.) a „legvitézebb huszár”, a napóleoni háborúkban közhuszárból ezredessé emelkedett vakmerő katona.
- Szabad János (1945–) biológus, genetikus. A biológiai tudomány doktora (1990). A Szegedi Egyetem Általános Orvostudományi Kar Orvosi Biológiai Intézet tanszékvezető egyetemi tanára, Az Akadémiai Díj (megosztott, 1991) és a Szentágothai János Szakkuratóriumi Díj (2001) kitüntetettje.
- Szilágyi István (1819. január 6. – 1897. április 12., Máramarossziget) református főiskolai igazgatótanár, író, az MTA levelező tagja (1846).
- Taub Izsák (1751–1821)[20] rabbi (csodarabbi) dalszerző, zeneszerző, több száz magyar nóta, templomi ének, népdallá vált dalok szerzője. legismertebb művei „Szól a kakas már”, az „Ég a kunyhó, ropog a nád” zenéje[forrás?] (zsidó templomi ének), „Akácos út”.
- Torma András (1956–) jogász, egyetemi tanár, a Miskolci Egyetem rektora.
- Kain Albert (Nagykálló, 1858. december 26. – Budapest, 1909. december 16.) vasútépítő mérnök.

## Oktatás

### Középiskolák
- Korányi Frigyes Gimnázium
- Budai Nagy Antal Szakközépiskola
- Kállay Rudolf Szakiskola
- School Of Business Üzleti és Művészeti Szakképző Iskola

### Általános iskolák
- Nagykálló Önkormányzat Általános Iskola és Pedagógiai Szakszolgálat

## Óvodák
Nagykálló Egyesített Óvoda
Intézményegységei:
- Brunszvik Teréz Óvoda
- Szivárvány Óvoda

## Nagykálló Városi Szociális és Egészségügyi Központ
Intézményvezető neve: Dr. Vonza Tibor
Intézményei:
- Egyesített Szociális Intézet
- Gondozási Központ
- Gyermekjóléti és Családsegítő Központ
- Városi Bölcsőde
- Egészségügyi Központ

## Kultúra
- Kállai Kettős Néptáncfesztivál
- Nagykállói Napok Rendezvénysorozat
- Országos Ratkó József Vers- és Prózamondó Verseny
- TÉKA tábor
- Nők Napfényes Hete rendezvénysorozat
- Havas hétvége Harangodon
- Akácvirágzás, Nyírségi Ízek Fesztiválja és a Méz Ünnepe
- Csipkeverők Országos Találkozója
- Nagykállóban végezte középiskolai tanulmányait Egri László költő és író

## Intézmények
Ratkó József Városi Könyvtár
Intézményvezető neve: Ács Lászlóné
Korányi Frigyes Emlékház
4320 Nagykálló, Hunyadi köz 2.
Évtizedeken keresztül fontos kulturális intézménye volt a városnak a II. Rákóczi Ferenc Művelődési Központ is, de 2020-ban a városvezetés a létesítmény elbontása mellett döntött.

## Testvértelepülések
- Limanowa, Lengyelország
- Metzingen, Németország
- Tasnád, Románia
- Técső, Ukrajna
- Borsi, Szlovákia
- Miguelturra, Spanyolország

## Demográfiai adatok
- Lakosainak száma: 9469
- Háztartások száma: 3478

A város középiskoláiban tanuló 1500 diák hosszabb távon is biztosíthatja a munkaerő utánpótlását. Jelenleg is képeznek szabó-varró szakmunkásokat, középfokú közgazdasági, pénzügyi-számviteli és rendészeti szakembereket. Országosan elismert a német két tanítási nyelvű gimnáziumunk, ahol jelenleg is folyik olasz, angol és francia nyelvoktatás.

## Ipar
- Sza-Pa Kft.
- KITE Zrt.
- Kálló-Földgép Kft.
- Tecnica Ungheria Kft.
- Kállófém Kft.

## Díszpolgárok
| NAGYKÁLLÓ VÁROS DÍSZPOLGÁRAI |      |
|                              |      |
| Dr. Kállay Kristóf           | 1990 |
| Dr. Misky László             | 1994 |
| Dr. Németh Miklós            | 1996 |
| Dr. Vágvölgyi János          | 1998 |
| Dr. Vonza András             | 2002 |
| Carlo Benetton               | 2004 |
| Fodor János                  | 2006 |
| Ratkó József (posztumusz)    | 2006 |
| Dr. Pucsok József            | 2008 |
| Horváth György               | 2010 |
| Vitai László                 | 2010 |
| Dr. Soltész Mihály           | 2010 |
| Eckart Ruopp                 | 2012 |
| Dr. Wischan Elek             | 2012 |
| Dr. Frieder Gaenslen         | 2012 |
| Szabó Antal (posztumusz)     | 2012 |
| Harsányi Gézáné              | 2014 |
| Prof. Dr. Balla György       | 2016 |
| Rabatin János                | 2018 |
| Dr. Ratkó Lujza              | 2020 |

## Külső hivatkozások
- Nagykálló Város Önkormányzatának Hivatalos Honlapja
- Nagykállói Gimnázium, Szakközépiskola és Kollégium Korányi Frigyes Gimnázium Intézményegység
- Nagykállói Gimnázium, Szakközépiskola és Kollégium Budai Nagy Antal Szakközépiskolai Tagintézmény
- Kállay Rudolf Szakiskola Archiválva 2012. január 20-i dátummal a Wayback Machine-ben
- School Of Business Üzleti és Művészeti Szakképző Iskola Archiválva 2009. július 8-i dátummal a Wayback Machine-ben
- Nagykálló.lap.hu - tematikus linkgyűjtemény Nagykállóról

## További információ
- Hírek Nagykállóról
- Görömbei Péter: A nagy-kállói ev. ref. egyház története. Sárospatak, 1882. Online
- A nagykállói dohánybeváltó